# Tautoneura bellula
Tautoneura bellula är en insektsart som beskrevs av Irena Dworakowska 1994. Tautoneura bellula ingår i släktet Tautoneura och familjen dvärgstritar. Inga underarter finns listade i Catalogue of Life.